# Lake Lakengren (Ohio)
Lake Lakengren é um lugar designado pelo censo localizado no condado de Preble no estado estadounidense de Ohio. No Censo de 2010 tinha uma população de 3.383 habitantes e uma densidade populacional de 409,85 pessoas por km².

## Geografia
Lake Lakengren encontra-se localizado nas coordenadas 39° 41′ 16″ N, 84° 41′ 19″ O. Segundo a Departamento do Censo dos Estados Unidos, Lake Lakengren tem uma superfície total de 8.25 km², da qual 7.41 km² correspondem a terra firme e (10.26%) 0.85 km² é água.

## Demografia
Segundo o censo de 2010, tinha 3.383 habitantes residindo em Lake Lakengren. A densidade populacional era de 409,85 hab./km². Dos 3.383 habitantes, Lake Lakengren estava composto pelo 97.07% brancos, o 0.83% eram afroamericanos, o 0.15% eram amerindios, o 0.35% eram asiáticos, o 0% eram insulares do Pacífico, o 0.35% eram de outras raças e o 1.24% pertenciam a duas ou mais raças. Do total da população o 0.92% eram hispanos ou latinos de qualquer raça.